# Championnat du monde d'endurance FIA 2012
Navigation
Édition suivante
Le Championnat du monde d'endurance FIA 2012 est la première édition du Championnat du Monde d'Endurance. Elle est co-organisée par la Fédération Internationale de l'Automobile (FIA) et l'Automobile Club de l'Ouest (ACO). La série remplace l'ancienne Intercontinental Le Mans Cup organisée par l'ACO de 2010 à 2011. La série était ouverte aux voitures de course basées sur les Le Mans Prototype et les Grand tourisme répondant à quatre catégories ACO. Plusieurs championnats, coupes et trophées ont été décernés dans les quatre catégories de la série après une saison de huit courses, avec un championnat du monde réservé aux pilotes les plus performants et aux constructeurs de la catégorie LMP1.
Après une confrontation d'une partie de la saison contre les nouveaux venus Toyota, Audi a remporté le Championnat du Monde des Constructeurs, tandis que l'équipage de l'entreprise composé de André Lotterer, Benoît Tréluyer et Marcel Fässler ont remporté le Championnat du Monde des Pilotes devant leurs coéquipiers Allan McNish et Tom Kristensen. Alexander Wurz et Nicolas Lapierre de Toyota ont terminé troisièmes au classement du Championnat des Pilotes. Ferrari défend ses deux titres constructeurs en Intercontinental Le Mans Cup LMGTE avec la Coupe du Monde Constructeurs, devançant Porsche et Corvette. Dans les quatre Trophées FIA pour les quatre catégories du championnat, Rebellion Racing a remporté le titre LMP1 Privées, tandis que Starworks Motorsport a remporté le championnat LMP2 ; AF Corse a remporté la catégorie LMGTE PRO pour la deuxième saison consécutive, tout comme Larbre Compétition en LMGTE AM.

## Calendrier
| N° | Date               | Course                        | Circuit                           | Lieu          | Pays        |
| -- | ------------------ | ----------------------------- | --------------------------------- | ------------- | ----------- |
| 1  | 17 mars 2012       | 12 Heures de Sebring          | Sebring International Raceway     | Sebring       | États-Unis  |
| 2  | 5 mai 2012         | 6 Heures de Spa-Francorchamps | Circuit de Spa-Francorchamps      | Francorchamps | Belgique    |
| 3  | 16 et 17 juin 2012 | 24 Heures du Mans             | Circuit des 24 Heures             | Le Mans       | France      |
| 4  | 26 août 2012       | 6 Heures de Silverstone       | Circuit de Silverstone            | Silverstone   | Royaume-Uni |
| 5  | 15 septembre 2012  | 6 Heures de São Paulo         | Autodromo José Carlos Pace        | São Paulo     | Brésil      |
| 6  | 29 septembre 2012  | 6 Heures de Bahreïn           | Circuit international de Sakhir   | Sakhir        | Bahreïn     |
| 7  | 14 octobre 2012    | 6 Heures de Fuji              | Fuji Speedway                     | Oyama         | Japon       |
| 8  | 27 octobre 2012    | 6 Heures de Shanghai          | Circuit international de Shanghai | Shanghai      | Chine       |

## Pilotes, équipes et voitures

### Changements de début de saison
- Strakka Racing[1] et JRM Racing[2] engagent la nouvelle HPD ARX-03a dans la catégorie LMP1.
- Toyota revient en endurance avec la nouvelle Toyota TS030 Hybrid avec à sa tête Yoshiaki Kinoshita.
- À la suite d'un accord entre OAK Racing et Morgan Motor, les OAK-Pescarolo LMP2 deviennent des Morgan LMP2[3].
- Le 18 janvier 2012, Peugeot Sport annonce l'arrêt de son programme d'endurance et son absence du championnat[4].

### LMP1
| Équipes               | Voitures                                       | Catégories | Pneus | N° | Pilotes                  | Manches  |
| --------------------- | ---------------------------------------------- | ---------- | ----- | -- | ------------------------ | -------- |
| Audi Sport Team Joest | Audi R18 TDI (1) Audi R18 e-tron quattro (2-8) | LMP1       | M     | 1  | André Lotterer           | 1-8      |
| Audi Sport Team Joest | Audi R18 TDI (1) Audi R18 e-tron quattro (2-8) | LMP1       | M     | 1  | Benoît Tréluyer          | 1-8      |
| Audi Sport Team Joest | Audi R18 TDI (1) Audi R18 e-tron quattro (2-8) | LMP1       | M     | 1  | Marcel Fässler           | 1-8      |
| Audi Sport Team Joest | Audi R18 TDI (1) Audi R18 e-tron quattro (2-8) | LMP1       | M     | 2  | Allan McNish             | 1-8      |
| Audi Sport Team Joest | Audi R18 TDI (1) Audi R18 e-tron quattro (2-8) | LMP1       | M     | 2  | Tom Kristensen           | 1-8      |
| Audi Sport Team Joest | Audi R18 TDI (1) Audi R18 e-tron quattro (2-8) | LMP1       | M     | 2  | Dindo Capello            | 1-3      |
| Audi Sport Team Joest | Audi R18 TDI (1) Audi R18 e-tron quattro (2-8) | LMP1       | M     | 2  | Lucas Di Grassi          | 5        |
| Audi Sport Team Joest | Audi R18 Ultra                                 | LMP1       | M     | 3  | Timo Bernhard            | 1        |
| Audi Sport Team Joest | Audi R18 Ultra                                 | LMP1       | M     | 3  | Romain Dumas             | 1-3      |
| Audi Sport Team Joest | Audi R18 Ultra                                 | LMP1       | M     | 3  | Loïc Duval               | 1-3      |
| Audi Sport Team Joest | Audi R18 Ultra                                 | LMP1       | M     | 3  | Marc Gené                | 2-3      |
| Toyota Racing         | Toyota TS030 Hybrid                            | LMP1       | M     | 7  | Nicolas Lapierre         | 3-8      |
| Toyota Racing         | Toyota TS030 Hybrid                            | LMP1       | M     | 7  | Kazuki Nakajima          | 3-5, 7-8 |
| Toyota Racing         | Toyota TS030 Hybrid                            | LMP1       | M     | 7  | Alexander Wurz           | 3-8      |
| Rebellion Racing      | Lola B12/60                                    | LMP1       | M     | 12 | Nick Heidfeld            | 1-3      |
| Rebellion Racing      | Lola B12/60                                    | LMP1       | M     | 12 | Neel Jani                | 1-8      |
| Rebellion Racing      | Lola B12/60                                    | LMP1       | M     | 12 | Nicolas Prost            | 1-8      |
| Rebellion Racing      | Lola B12/60                                    | LMP1       | M     | 13 | Andrea Belicchi          | 1-8      |
| Rebellion Racing      | Lola B12/60                                    | LMP1       | M     | 13 | Jeroen Bleekemolen       | 1, 3     |
| Rebellion Racing      | Lola B12/60                                    | LMP1       | M     | 13 | Harold Primat            | 1-8      |
| Rebellion Racing      | Lola B12/60                                    | LMP1       | M     | 13 | Cong Fu Cheng            | 8        |
| OAK Racing            | Pescarolo 01                                   | LMP1       | D     | 15 | Dominik Kraihamer        | 1-3, 7-8 |
| OAK Racing            | Pescarolo 01                                   | LMP1       | D     | 15 | Guillaume Moreau         | 1-2, 7-8 |
| OAK Racing            | Pescarolo 01                                   | LMP1       | D     | 15 | Bertrand Baguette        | 1-3, 7-8 |
| OAK Racing            | Pescarolo 01                                   | LMP1       | D     | 15 | Franck Montagny          | 3        |
| Pescarolo Team        | Pescarolo 01                                   | LMP1       | M     | 16 | Jean-Christophe Boullion | 1, 3     |
| Pescarolo Team        | Pescarolo 01                                   | LMP1       | M     | 16 | Emmanuel Collard         | 1, 3     |
| Pescarolo Team        | Pescarolo 01                                   | LMP1       | M     | 16 | Julien Jousse            | 1        |
| Pescarolo Team        | Pescarolo 01                                   | LMP1       | M     | 16 | Stuart Hall              | 3        |
| Strakka Racing        | HPD ARX-03a                                    | LMP1       | M     | 21 | Jonny Kane               | 1-8      |
| Strakka Racing        | HPD ARX-03a                                    | LMP1       | M     | 21 | Nick Leventis            | 1-8      |
| Strakka Racing        | HPD ARX-03a                                    | LMP1       | M     | 21 | Danny Watts              | 1-8      |
| JRM Racing            | HPD ARX-03a                                    | LMP1       | M     | 22 | David Brabham            | 1-8      |
| JRM Racing            | HPD ARX-03a                                    | LMP1       | M     | 22 | Karun Chandhok           | 1-8      |
| JRM Racing            | HPD ARX-03a                                    | LMP1       | M     | 22 | Peter Dumbreck           | 1-8      |

### LMP2
| Équipes                 | Voitures          | Catégories | Pneus | N° | Pilotes              | Manches   |
| ----------------------- | ----------------- | ---------- | ----- | -- | -------------------- | --------- |
| Signatech Nissan        | Oreca 03 - Nissan | LMP2       | D     | 23 | Olivier Lombard      | 1-8       |
| Signatech Nissan        | Oreca 03 - Nissan | LMP2       | D     | 23 | Franck Mailleux      | 1-8       |
| Signatech Nissan        | Oreca 03 - Nissan | LMP2       | D     | 23 | Jordan Tresson       | 1-8       |
| OAK Racing              | Morgan LMP2       | LMP2       | D     | 24 | Jacques Nicolet      | 1-8       |
| OAK Racing              | Morgan LMP2       | LMP2       | D     | 24 | Olivier Pla          | 1-8       |
| OAK Racing              | Morgan LMP2       | LMP2       | D     | 24 | Matthieu Lahaye      | 1-8       |
| ADR (en)-Delta          | Oreca 03 - Nissan | LMP2       | D     | 25 | Tor Graves           | 1-8       |
| ADR (en)-Delta          | Oreca 03 - Nissan | LMP2       | D     | 25 | Robbie Kerr          | 1-2       |
| ADR (en)-Delta          | Oreca 03 - Nissan | LMP2       | D     | 25 | John Martin          | 1-8       |
| ADR (en)-Delta          | Oreca 03 - Nissan | LMP2       | D     | 25 | Jan Charouz          | 3-5       |
| ADR (en)-Delta          | Oreca 03 - Nissan | LMP2       | D     | 25 | Shinji Nakano        | 7         |
| ADR (en)-Delta          | Oreca 03 - Nissan | LMP2       | D     | 25 | Mathias Beche        | 8         |
| Gulf Racing Middle East | Lola B12/80       | LMP2       | D     | 28 | Fabien Giroix        | 1-3       |
| Gulf Racing Middle East | Lola B12/80       | LMP2       | D     | 28 | Maxime Jousse (pt)   | 1-3       |
| Gulf Racing Middle East | Lola B12/80       | LMP2       | D     | 28 | Stefan Johansson     | 1-3       |
| Gulf Racing Middle East | Lola B12/80       | LMP2       | D     | 29 | Frédéric Fatien      | 1-2       |
| Gulf Racing Middle East | Lola B12/80       | LMP2       | D     | 29 | Keiko Ihara (en)     | 1-8       |
| Gulf Racing Middle East | Lola B12/80       | LMP2       | D     | 29 | Jean-Denis Delétraz  | 1-8       |
| Gulf Racing Middle East | Lola B12/80       | LMP2       | D     | 29 | Marc Rostan          | 3         |
| Gulf Racing Middle East | Lola B12/80       | LMP2       | D     | 29 | Fabien Giroix        | 4-8       |
| Lotus LMP2              | Lola B12/80       | LMP2       | D     | 31 | Thomas Holzer (en)   | 1-8       |
| Lotus LMP2              | Lola B12/80       | LMP2       | D     | 31 | Luca Moro            | 1, 3, 5-6 |
| Lotus LMP2              | Lola B12/80       | LMP2       | D     | 31 | Mirco Schultis       | 1-5, 7-8  |
| Lotus LMP2              | Lola B12/80       | LMP2       | D     | 31 | Renger van der Zande | 2         |
| Lotus LMP2              | Lola B12/80       | LMP2       | D     | 31 | Christijan Albers    | 4         |
| Greaves Motorsport      | Zytek Z11SN       | LMP2       | D     | 41 | Christian Zugel      | 1-8       |
| Greaves Motorsport      | Zytek Z11SN       | LMP2       | D     | 41 | Elton Julian         | 1-8       |
| Greaves Motorsport      | Zytek Z11SN       | LMP2       | D     | 41 | Ricardo Gonzalez     | 1-8       |
| Starworks Motorsport    | HPD ARX-03b       | LMP2       | D     | 44 | Ryan Dalziel         | 1-5, 7-8  |
| Starworks Motorsport    | HPD ARX-03b       | LMP2       | D     | 44 | Enzo Potolicchio     | 1-8       |
| Starworks Motorsport    | HPD ARX-03b       | LMP2       | D     | 44 | Stéphane Sarrazin    | 1-2, 4-8  |
| Starworks Motorsport    | HPD ARX-03b       | LMP2       | D     | 44 | Tom Kimber-Smith     | 3, 6      |
| Pecom Racing            | HPD ARX-03b       | LMP2       | D     | 49 | Soheil Ayari         | 1-4       |
| Pecom Racing            | HPD ARX-03b       | LMP2       | D     | 49 | Pierre Kaffer        | 1-8       |
| Pecom Racing            | HPD ARX-03b       | LMP2       | D     | 49 | Luís Pérez Companc   | 1-8       |
| Pecom Racing            | HPD ARX-03b       | LMP2       | D     | 49 | Nicolas Minassian    | 5-8       |

### LMGTE PRO
| Équipes                | Voitures                  | Catégories | Pneus | N° | Pilotes              | Manches  |
| ---------------------- | ------------------------- | ---------- | ----- | -- | -------------------- | -------- |
| AF Corse               | Ferrari 458 Italia GT2    | LMGTE PRO  | M     | 51 | Gianmaria Bruni      | 1-5, 7-8 |
| AF Corse               | Ferrari 458 Italia GT2    | LMGTE PRO  | M     | 51 | Giancarlo Fisichella | 1-8      |
| AF Corse               | Ferrari 458 Italia GT2    | LMGTE PRO  | M     | 51 | Toni Vilander        | 1, 3, 6  |
| AF Corse               | Ferrari 458 Italia GT2    | LMGTE PRO  | M     | 71 | Andrea Bertolini     | 1-8      |
| AF Corse               | Ferrari 458 Italia GT2    | LMGTE PRO  | M     | 71 | Olivier Beretta      | 1-8      |
| AF Corse               | Ferrari 458 Italia GT2    | LMGTE PRO  | M     | 71 | Marco Cioci          | 1, 3     |
| Luxury Racing          | Ferrari 458 Italia GT2    | LMGTE PRO  | M     | 59 | Frédéric Makowiecki  | 1-3      |
| Luxury Racing          | Ferrari 458 Italia GT2    | LMGTE PRO  | M     | 59 | Jaime Melo           | 1-3      |
| Luxury Racing          | Ferrari 458 Italia GT2    | LMGTE PRO  | M     | 59 | Jean-Karl Vernay     | 1        |
| Luxury Racing          | Ferrari 458 Italia GT2    | LMGTE PRO  | M     | 59 | Dominik Farnbacher   | 3        |
| Team Felbermayr-Proton | Porsche 911 GT3 RSR (997) | LMGTE PRO  | M     | 77 | Wolf Henzler         | 3        |
| Team Felbermayr-Proton | Porsche 911 GT3 RSR (997) | LMGTE PRO  | M     | 77 | Marc Lieb            | 1-8      |
| Team Felbermayr-Proton | Porsche 911 GT3 RSR (997) | LMGTE PRO  | M     | 77 | Richard Lietz        | 1-8      |
| Team Felbermayr-Proton | Porsche 911 GT3 RSR (997) | LMGTE PRO  | M     | 77 | Patrick Pilet        | 1        |
| Aston Martin Racing    | Aston Martin Vantage V8   | LMGTE PRO  | M     | 97 | Stefan Mücke         | 1-8      |
| Aston Martin Racing    | Aston Martin Vantage V8   | LMGTE PRO  | M     | 97 | Adrián Fernández     | 1-4      |
| Aston Martin Racing    | Aston Martin Vantage V8   | LMGTE PRO  | M     | 97 | Darren Turner        | 1-8      |

### LMGTE AM
| Équipes                | Voitures                    | Catégories | Pneus | N° | Pilotes                  | Manches   |
| ---------------------- | --------------------------- | ---------- | ----- | -- | ------------------------ | --------- |
| Larbre Compétition     | Chevrolet Corvette C6.R GT2 | LMGTE AM   | M     | 50 | Patrick Bornhauser       | 1-8       |
| Larbre Compétition     | Chevrolet Corvette C6.R GT2 | LMGTE AM   | M     | 50 | Julien Canal             | 1-8       |
| Larbre Compétition     | Chevrolet Corvette C6.R GT2 | LMGTE AM   | M     | 50 | Pedro Lamy               | 1, 3, 7-8 |
| Larbre Compétition     | Chevrolet Corvette C6.R GT2 | LMGTE AM   | M     | 50 | Fernando Rees            | 2, 4, 5-6 |
| Larbre Compétition     | Chevrolet Corvette C6.R GT2 | LMGTE AM   | M     | 70 | Jean-Philippe Belloc     | 1-8       |
| Larbre Compétition     | Chevrolet Corvette C6.R GT2 | LMGTE AM   | M     | 70 | Christophe Bourret       | 1-8       |
| Larbre Compétition     | Chevrolet Corvette C6.R GT2 | LMGTE AM   | M     | 70 | Pascal Gibon             | 1, 3-8    |
| JWA-Avila              | Porsche 911 GT3 RSR (997)   | LMGTE AM   | M     | 55 | Paul Daniels             | 2-8       |
| JWA-Avila              | Porsche 911 GT3 RSR (997)   | LMGTE AM   | M     | 55 | Joël Camathias           | 1-8       |
| JWA-Avila              | Porsche 911 GT3 RSR (997)   | LMGTE AM   | M     | 55 | Markus Palttala          | 1-6       |
| JWA-Avila              | Porsche 911 GT3 RSR (997)   | LMGTE AM   | M     | 55 | Bill Binnie              | 1         |
| JWA-Avila              | Porsche 911 GT3 RSR (997)   | LMGTE AM   | M     | 55 | Kenji Kobayashi          | 7         |
| JWA-Avila              | Porsche 911 GT3 RSR (997)   | LMGTE AM   | M     | 55 | Matthew Bell             | 8         |
| Krohn Racing           | Ferrari 458 Italia GT2      | LMGTE AM   | M     | 57 | Niclas Jönsson           | 1-8       |
| Krohn Racing           | Ferrari 458 Italia GT2      | LMGTE AM   | M     | 57 | Tracy Krohn              | 1-8       |
| Krohn Racing           | Ferrari 458 Italia GT2      | LMGTE AM   | M     | 57 | Michele Rugolo           | 1-8       |
| Luxury Racing          | Ferrari 458 Italia GT2      | LMGTE AM   | M     | 58 | Pierre Ehret             | 1-3       |
| Luxury Racing          | Ferrari 458 Italia GT2      | LMGTE AM   | M     | 58 | Dominik Farnbacher       | 1         |
| Luxury Racing          | Ferrari 458 Italia GT2      | LMGTE AM   | M     | 58 | François Jakubowski (de) | 1         |
| Luxury Racing          | Ferrari 458 Italia GT2      | LMGTE AM   | M     | 58 | Franck Montecalvo        | 2-3       |
| Luxury Racing          | Ferrari 458 Italia GT2      | LMGTE AM   | M     | 58 | Gunnar Jeannette         | 2-3       |
| AF Corse               | Ferrari 458 Italia GT2      | LMGTE AM   | M     | 61 | Rui Águas                | 1-3, 6, 8 |
| AF Corse               | Ferrari 458 Italia GT2      | LMGTE AM   | M     | 61 | Robert Kauffman          | 1-3, 6, 8 |
| AF Corse               | Ferrari 458 Italia GT2      | LMGTE AM   | M     | 61 | Michael Waltrip          | 1-2       |
| AF Corse               | Ferrari 458 Italia GT2      | LMGTE AM   | M     | 61 | Brian Vickers            | 3, 6      |
| AF Corse               | Ferrari 458 Italia GT2      | LMGTE AM   | M     | 61 | Marco Cioci              | 4, 8      |
| AF Corse               | Ferrari 458 Italia GT2      | LMGTE AM   | M     | 61 | Piergiuseppe Perazzini   | 4         |
| AF Corse               | Ferrari 458 Italia GT2      | LMGTE AM   | M     | 61 | Matt Griffin             | 4         |
| AF Corse               | Ferrari 458 Italia GT2      | LMGTE AM   | M     | 61 | Francisco Longo          | 5         |
| AF Corse               | Ferrari 458 Italia GT2      | LMGTE AM   | M     | 61 | Alexandre Negrao Jr      | 5         |
| AF Corse               | Ferrari 458 Italia GT2      | LMGTE AM   | M     | 61 | Enrique Bernoldi         | 5         |
| Team Felbermayr-Proton | Porsche 911 GT3 RSR (997)   | LMGTE AM   | M     | 88 | Christian Ried           | 1-8       |
| Team Felbermayr-Proton | Porsche 911 GT3 RSR (997)   | LMGTE AM   | M     | 88 | Gianluca Roda            | 1-8       |
| Team Felbermayr-Proton | Porsche 911 GT3 RSR (997)   | LMGTE AM   | M     | 88 | Paolo Ruberti            | 1-8       |
| Aston Martin Racing    | Aston Martin Vantage V8     | LMGTE AM   | M     | 99 | Christoffer Nygaard      | 3         |
| Aston Martin Racing    | Aston Martin Vantage V8     | LMGTE AM   | M     | 99 | Kristian Poulsen         | 3         |
| Aston Martin Racing    | Aston Martin Vantage V8     | LMGTE AM   | M     | 99 | Allan Simonsen           | 3         |
| Aston Martin Racing    | Aston Martin Vantage V8     | LMGTE AM   | M     | 99 | Jonathan Adam            | 4         |
| Aston Martin Racing    | Aston Martin Vantage V8     | LMGTE AM   | M     | 99 | Andrew Howard            | 4         |
| Aston Martin Racing    | Aston Martin Vantage V8     | LMGTE AM   | M     | 99 | Paul White               | 4         |

## Résumé

### 6 Heures de São Paulo
Cette course marque la première victoire de l'écurie Toyota Racing depuis son retour en endurance.

## Résultats
Les vainqueurs du classement général de chaque manche sont inscrits en caractères gras.

### Équipes et Pilotes
| Manche | Circuit                           | Équipage victorieux LMP1                                                 | Équipage victorieux LMP2                                                   | Équipage victorieux LMGTE Pro                                     | Équipage victorieux LMGTE Am                                            | Résultats |
| ------ | --------------------------------- | ------------------------------------------------------------------------ | -------------------------------------------------------------------------- | ----------------------------------------------------------------- | ----------------------------------------------------------------------- | --------- |
| 1      | Sebring International Raceway     | N° 2 Audi Sport Team Joest Allan McNish Tom Kristensen Dindo Capello     | N° 44 Starworks Motorsport Ryan Dalziel Enzo Potolicchio Stéphane Sarrazin | N° 71 AF Corse Andrea Bertolini Olivier Beretta Marco Cioci       | N° 88 Team Felbermayr-Proton Christian Ried Gianluca Roda Paolo Ruberti | résultats |
| 2      | Circuit de Spa-Francorchamps      | N° 3 Audi Sport Team Joest Romain Dumas Loïc Duval Marc Gené             | N° 25 ADR (en)-Delta John Martin Robbie Kerr Tor Graves                    | N° 77 Team Felbermayr-Proton Marc Lieb Richard Lietz              | N° 88 Team Felbermayr-Proton Christian Ried Gianluca Roda Paolo Ruberti | résultats |
| 3      | Circuit des 24 Heures             | N° 1 Audi Sport Team Joest André Lotterer Marcel Fässler Benoît Tréluyer | N° 44 Starworks Motorsport Ryan Dalziel Enzo Potolicchio Tom Kimber-Smith  | N° 51 AF Corse Giancarlo Fisichella Gianmaria Bruni Toni Vilander | N° 50 Larbre Compétition Patrick Bornhauser Julien Canal Pedro Lamy     | résultats |
| 4      | Circuit de Silverstone            | N° 1 Audi Sport Team Joest André Lotterer Marcel Fässler Benoît Tréluyer | N° 25 ADR (en)-Delta John Martin Jan Charouz Tor Graves                    | N° 51 AF Corse Giancarlo Fisichella Gianmaria Bruni               | N° 61 AF Corse Piergiuseppe Perazzini Marco Cioci Matt Griffin          | résultats |
| 5      | Autodromo José Carlos Pace        | N° 7 Toyota Racing Alexander Wurz Nicolas Lapierre                       | N° 44 Starworks Motorsport Ryan Dalziel Enzo Potolicchio Stéphane Sarrazin | N° 51 AF Corse Giancarlo Fisichella Gianmaria Bruni               | N° 88 Team Felbermayr-Proton Christian Ried Gianluca Roda Paolo Ruberti | résultats |
| 6      | Circuit international de Sakhir   | N° 1 Audi Sport Team Joest André Lotterer Marcel Fässler Benoît Tréluyer | N° 49 Pecom Racing Nicolas Minassian Luís Pérez Companc Pierre Kaffer      | N° 51 AF Corse Giancarlo Fisichella Toni Vilander                 | N° 88 Team Felbermayr-Proton Christian Ried Gianluca Roda Paolo Ruberti | résultats |
| 7      | Fuji Speedway                     | N° 7 Toyota Racing Alexander Wurz Nicolas Lapierre Kazuki Nakajima       | N° 25 ADR (en)-Delta John Martin Tor Graves Shinji Nakano                  | N° 77 Team Felbermayr-Proton Marc Lieb Richard Lietz              | N° 50 Larbre Compétition                                                | résultats |
| 8      | Circuit international de Shanghai | N° 7 Toyota Racing Alexander Wurz Nicolas Lapierre                       | N° 25 ADR (en)-Delta John Martin Tor Graves Mathias Beche                  | N° 97 Aston Martin Racing Stefan Mücke Darren Turner              | N° 50 Larbre Compétition Patrick Bornhauser Julien Canal Pedro Lamy     | résultats |

## Classement saison 2012

### Attribution des points
| Système des points | Système des points | Système des points | Système des points | Système des points | Système des points | Système des points | Système des points | Système des points | Système des points | Système des points | Système des points |
| Position           | 1er                | 2d                 | 3e                 | 4e                 | 5e                 | 6e                 | 7e                 | 8e                 | 9e                 | 10e                | Au-delà            |
| ------------------ | ------------------ | ------------------ | ------------------ | ------------------ | ------------------ | ------------------ | ------------------ | ------------------ | ------------------ | ------------------ | ------------------ |
| Points             | 25                 | 18                 | 15                 | 12                 | 10                 | 8                  | 6                  | 4                  | 2                  | 1                  | 0.5                |

L'obtention des points est accordée lorsque la voiture a complété au minimum 70 % de la distance parcourue par l'équipage gagnant. Également, 1 point est donné aux teams et aux pilotes de chaque équipage de chaque catégorie ayant obtenu la pole dans chaque catégorie. À noter que les points sont doublés lors des 24 heures du Mans.

#### Championnat du monde d'endurance FIA— Pilotes

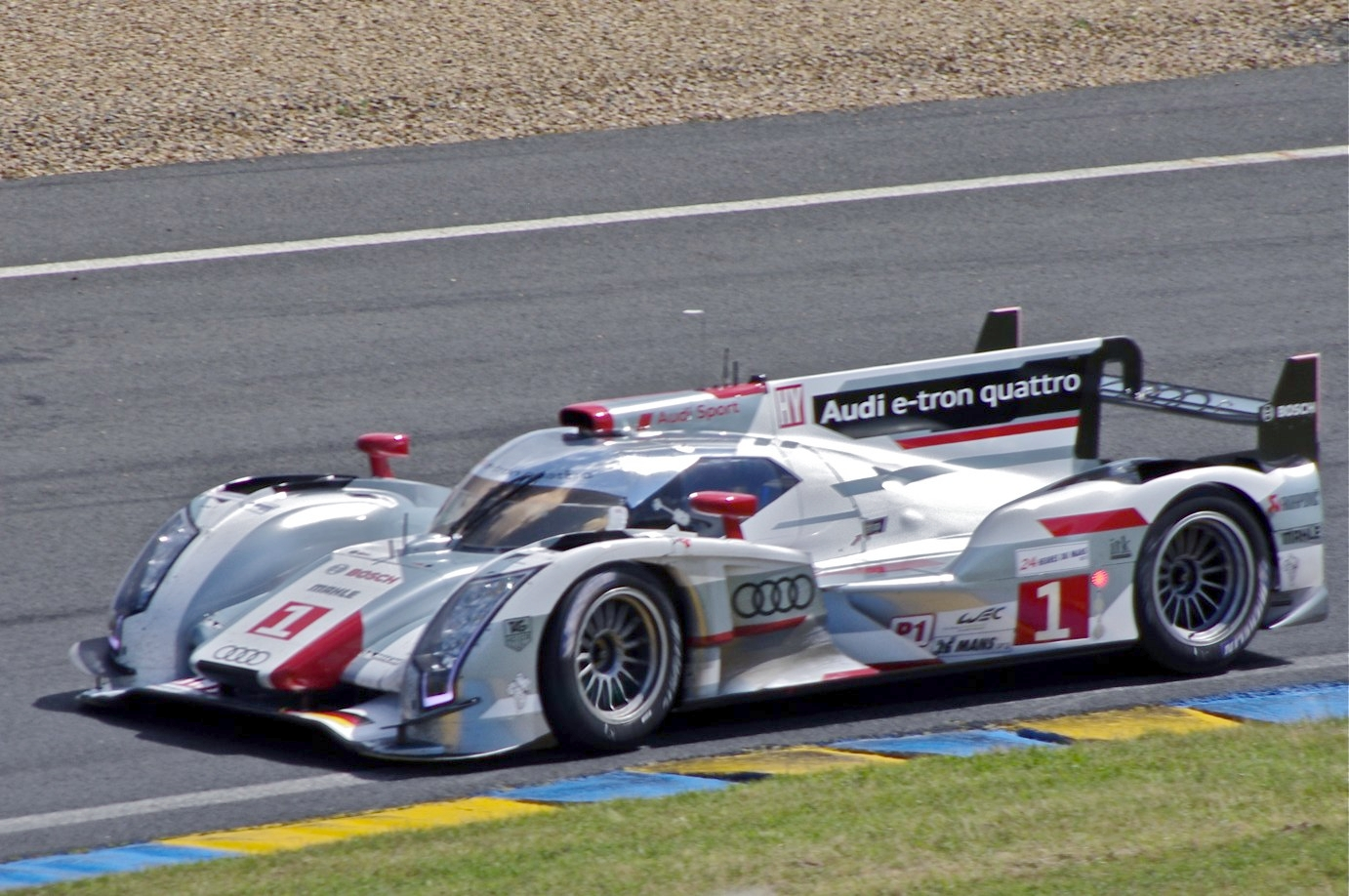
André Lotterer, Benoît Tréluyer et Marcel Fässler remportent le Championnat Pilotes d'Endurance.

André Lotterer, Benoît Tréluyer et Marcel Fässler remportent le Championnat lors des 6 heures de Shanghai. Ils ont remporté trois manches dont les 24 Heures du Mans au volant de la voiture n°1 du Audi Sport Team Joest.
| Pos. | Pilote                   | Équipe                 | SEB | SPA | LMS | SIL | SÃO | BHR | FUJ | SHA | Total points |
| ---- | ------------------------ | ---------------------- | --- | --- | --- | --- | --- | --- | --- | --- | ------------ |
| 1=   | André Lotterer           | Audi Sport Team Joest  | 11  | 2   | 1   | 1   | 2   | 1   | 2   | 3   | 172.5        |
| 1=   | Benoît Tréluyer          | Audi Sport Team Joest  | 11  | 2   | 1   | 1   | 2   | 1   | 2   | 3   | 172.5        |
| 1=   | Marcel Fässler           | Audi Sport Team Joest  | 11  | 2   | 1   | 1   | 2   | 1   | 2   | 3   | 172.5        |
| 2=   | Allan McNish             | Audi Sport Team Joest  | 1   | 3   | 2   | 3   | 3   | 2   | 3   | 2   | 159          |
| 2=   | Tom Kristensen           | Audi Sport Team Joest  | 1   | 3   | 2   | 3   | 3   | 2   | 3   | 2   | 159          |
| 3=   | Alexander Wurz           | Toyota Racing          |     |     | Ret | 2   | 1   | Ret | 1   | 1   | 96           |
| 3=   | Nicolas Lapierre         | Toyota Racing          |     |     | Ret | 2   | 1   | Ret | 1   | 1   | 96           |
| 4=   | Nicolas Prost            | Rebellion Racing       | 17  | 4   | 3   | 6   | 4   | 4   | 4   | Ret | 86.5         |
| 4=   | Neel Jani                | Rebellion Racing       | 17  | 4   | 3   | 6   | 4   | 4   | 4   | Ret | 86.5         |
| 5    | Rinaldo Capello          | Audi Sport Team Joest  | 1   | 3   | 2   |     |     |     |     |     | 77           |
| 6=   | Romain Dumas             | Audi Sport Team Joest  | 2   | 1   | 4   |     |     |     |     |     | 67           |
| 6=   | Loïc Duval               | Audi Sport Team Joest  | 2   | 1   | 4   |     |     |     |     |     | 67           |
| 7=   | Nick Leventis            | Strakka Racing         | 8   | 6   | 22  | 5   | 5   | 3   | 6   | 6   | 64           |
| 7=   | Jonny Kane               | Strakka Racing         | 8   | 6   | 22  | 5   | 5   | 3   | 6   | 6   | 64           |
| 7=   | Danny Watts              | Strakka Racing         | 8   | 6   | 22  | 5   | 5   | 3   | 6   | 6   | 64           |
| 8=   | Harold Primat            | Rebellion Racing       | 19  | 5   | 9   | 4   | 6   | 5   | 7   | 4   | 62.5         |
| 8=   | Andrea Belicchi          | Rebellion Racing       | 19  | 5   | 9   | 4   | 6   | 5   | 7   | 4   | 62.5         |
| 9    | Enzo Potolicchio         | Starworks Motorsport   | 3   | 29  | 6   | 9   | 7   | 8   | 9   | 8   | 53.5         |
| 10=  | Peter Dumbreck           | JRM                    | 12  | 9   | 5   | 7   | 9   | Ret | 5   | 5   | 50.5         |
| 10=  | David Brabham            | JRM                    | 12  | 9   | 5   | 7   | 9   | Ret | 5   | 5   | 50.5         |
| 10=  | Karun Chandhok           | JRM                    | 12  | 9   | 5   | 7   | 9   | Ret | 5   | 5   | 50.5         |
| 11   | Marc Gené                | Audi Sport Team Joest  |     | 1   | 4   |     |     |     |     |     | 49           |
| 12   | Ryan Dalziel             | Starworks Motorsport   | 3   | 29  | 6   | 9   | 7   |     | 9   | 8   | 48.5         |
| 13   | Kazuki Nakajima          | Toyota Racing          |     |     | Ret | 2   |     |     | 1   |     | 44           |
| 14   | Nick Heidfeld            | Rebellion Racing       | 17  | 4   | 3   |     |     |     |     |     | 42.5         |
| 15   | Stéphane Sarrazin        | Starworks Motorsport   | 3   | 29  |     | 9   | 7   | 8   | 9   | 8   | 37.5         |
| 15   | Stéphane Sarrazin        | Toyota Racing          |     |     | Ret |     |     |     |     |     | 37.5         |
| 16=  | Pierre Kaffer            | Pecom Racing           | 6   | 20  | 7   | 11  | 8   | 6   | 11  | 10  | 34.5         |
| 16=  | Luís Pérez Companc       | Pecom Racing           | 6   | 20  | 7   | 11  | 8   | 6   | 11  | 10  | 34.5         |
| 17=  | Tor Graves               | ADR (en)-Delta         | 9   | 7   | 11  | 8   | 12  | 20  | 8   | 7   | 26           |
| 17=  | John Martin              | ADR (en)-Delta         | 9   | 7   | 11  | 8   | 12  | 20  | 8   | 7   | 26           |
| 18   | Soheil Ayari             | Pecom Racing           | 6   | 20  | 7   | 11  |     |     |     |     | 21           |
| 19   | Tom Kimber-Smith         | Starworks Motorsport   |     |     | 6   |     |     | 8   |     |     | 21           |
| 20=  | Olivier Pla              | OAK Racing             | 4   | 13  | Ret | 13  | 10  | 11  | 10  | 9   | 18.5         |
| 20=  | Jacques Nicolet          | OAK Racing             | 4   | 13  | Ret | 13  | 10  | 11  | 10  | 9   | 18.5         |
| 21   | Timo Bernhard            | Audi Sport Team Joest  | 2   |     |     |     |     |     |     |     | 18           |
| 22   | Lucas Di Grassi          | Audi Sport Team Joest  |     |     |     |     | 3   |     |     |     | 15           |
| 23   | Nicolas Minassian        | Pescarolo Team         |     | 11  | NC  |     |     |     |     |     | 14           |
| 23   | Nicolas Minassian        | Pecom Racing           |     |     |     |     | 8   | 6   | 11  | 10  | 14           |
| 24   | Congfu Cheng             | Rebellion Racing       |     |     |     |     |     |     |     | 4   | 12           |
| 25=  | Pierre Ragues            | Signatech-Nissan       |     | 25  | 8   | 10  | 14  | 10  | EX  | 13  | 11.5         |
| 25=  | Nelson Panciatici        | Signatech-Nissan       |     | 25  | 8   | 10  | 14  | 10  | EX  | 13  | 11.5         |
| 25=  | Roman Rusinov            | Signatech-Nissan       |     | 25  | 8   | 10  | 14  | 10  | EX  | 13  | 11.5         |
| 26=  | Elton Julian             | Greaves Motorsport     | 7   | 12  | 10  | 17  | 11  | 12  | 14  | 15  | 11           |
| 26=  | Christian Zugel          | Greaves Motorsport     | 7   | 12  | 10  | 17  | 11  | 12  | 14  | 15  | 11           |
| 27   | Ricardo González         | Greaves Motorsport     | 7   | 12  | 10  | 17  |     | 12  | 14  | 15  | 10.5         |
| 28=  | Emmanuel Collard         | Pescarolo Team         | 5   |     | Ret |     |     |     |     |     | 10           |
| 28=  | Jean-Christophe Boullion | Pescarolo Team         | 5   |     | Np. |     |     |     |     |     | 10           |
| 28=  | Julien Jousse            | Pescarolo Team         | 5   |     |     |     |     |     |     |     | 10           |
| 29   | Robbie Kerr              | ADR (en)-Delta         | 9   | 7   |     |     |     |     |     |     | 9            |
| 30=  | Olivier Lombard          | Signatech-Nissan       | Ret | 28  | 14  | Ret | Ret | 7   | 15  | 11  | 8.5          |
| 30=  | Jordan Tresson           | Signatech-Nissan       | Ret | 28  | 14  | Ret | Ret | 7   | 15  | 11  | 8.5          |
| 31   | Franck Mailleux          | Signatech-Nissan       | Ret | 28† | 14  | Ret | Ret | 7   | 15  | 11  | 8            |
| 32   | Jan Charouz              | ADR (en)-Delta         |     |     | 11  | 8   | 12  |     |     |     | 7.5          |
| 32   | Jan Charouz              | Lotus                  |     |     |     |     |     |     |     | Ret | 7.5          |
| 33=  | Darren Turner            | Aston Martin Racing    | 18  | Ret | 17  | 19  | 17  | 14  | 19  | 16  | 7            |
| 33=  | Stefan Mücke             | Aston Martin Racing    | 18  | Ret | 17  | 19  | 17  | 14  | 19  | 16  | 7            |
| 34   | Matthieu Lahaye          | OAK Racing             | 4†  | 13  | Ret | 13  | 10  | 11  | 10  | 9   | 6.5          |
| 35   | Mathias Beche            | ADR (en)-Delta         |     |     |     |     |     |     |     | 7   | 6            |
| 36   | David Heinemeier Hansson | OAK Racing             |     | 8   | 12  | 14  |     |     |     |     | 5.5          |
| 37=  | Marc Lieb                | Team Felbermayr-Proton | 14  | 14  | Ret | 23  | 18  | 15  | 17  | 17  | 5.5          |
| 37=  | Richard Lietz            | Team Felbermayr-Proton | 14  | 14  | Ret | 23  | 18  | 15  | 17  | 17  | 5.5          |
| 38=  | Paolo Ruberti            | Team Felbermayr-Proton | 15  | 19  | Ret | 21  | 20  | 17  | 23  | 20  | 5.5          |
| 38=  | Gianluca Roda            | Team Felbermayr-Proton | 15  | 19  | Ret | 21  | 20  | 17  | 23  | 20  | 5.5          |
| 38=  | Christian Ried           | Team Felbermayr-Proton | 15  | 19  | Ret | 21  | 20  | 17  | 23  | 20  | 5.5          |
| 39   | Bas Leinders             | OAK Racing             |     | 8   | 12  |     |     |     |     |     | 5            |
| 40=  | Jean-Philippe Belloc     | Larbre Compétition     | 16  | Ret | 21  | 25  | 21  | 22  | 24  | 23  | 5            |
| 40=  | Pascal Gibon             | Larbre Compétition     | 16  |     | 21  | 25  | 21  | 22  | 24  | 23  | 5            |
| Pos. | Pilote                   | Équipe                 | SEB | SPA | LMS | SIL | SÃO | BHR | FUJ | SHA | Total points |

| Couleur | Résultat                     |
| ------- | ---------------------------- |
| Or      | Vainqueur                    |
| Argent  | 2e place                     |
| Bronze  | 3e place                     |
| Vert    | Terminé, dans les points     |
| Bleu    | Terminé, pas dans les points |
| Violet  | Abandon (Ab.) ou (Ret)       |
| Violet  | Non classé (NC)              |
| Rouge   | Pas qualifié (DNQ)           |
| Noir    | Disqualifié (DSQ)            |
| Blanc   | Pas au départ (DNS)          |
| Blanc   | Forfait (WD)                 |
| Blanc   | N'a pas participé (DNP)      |
| Blanc   | Blessé (INJ)                 |
| Blanc   | Exclu (EX)                   |
| Blanc   | Course annulée (C)           |

Notes
- † — Pilotes classés, mais qui n’ont pas marqué des points car n’ayant pas effectué le temps minimum durant la course.

#### Championnat du monde d'endurance FIA— Constructeurs

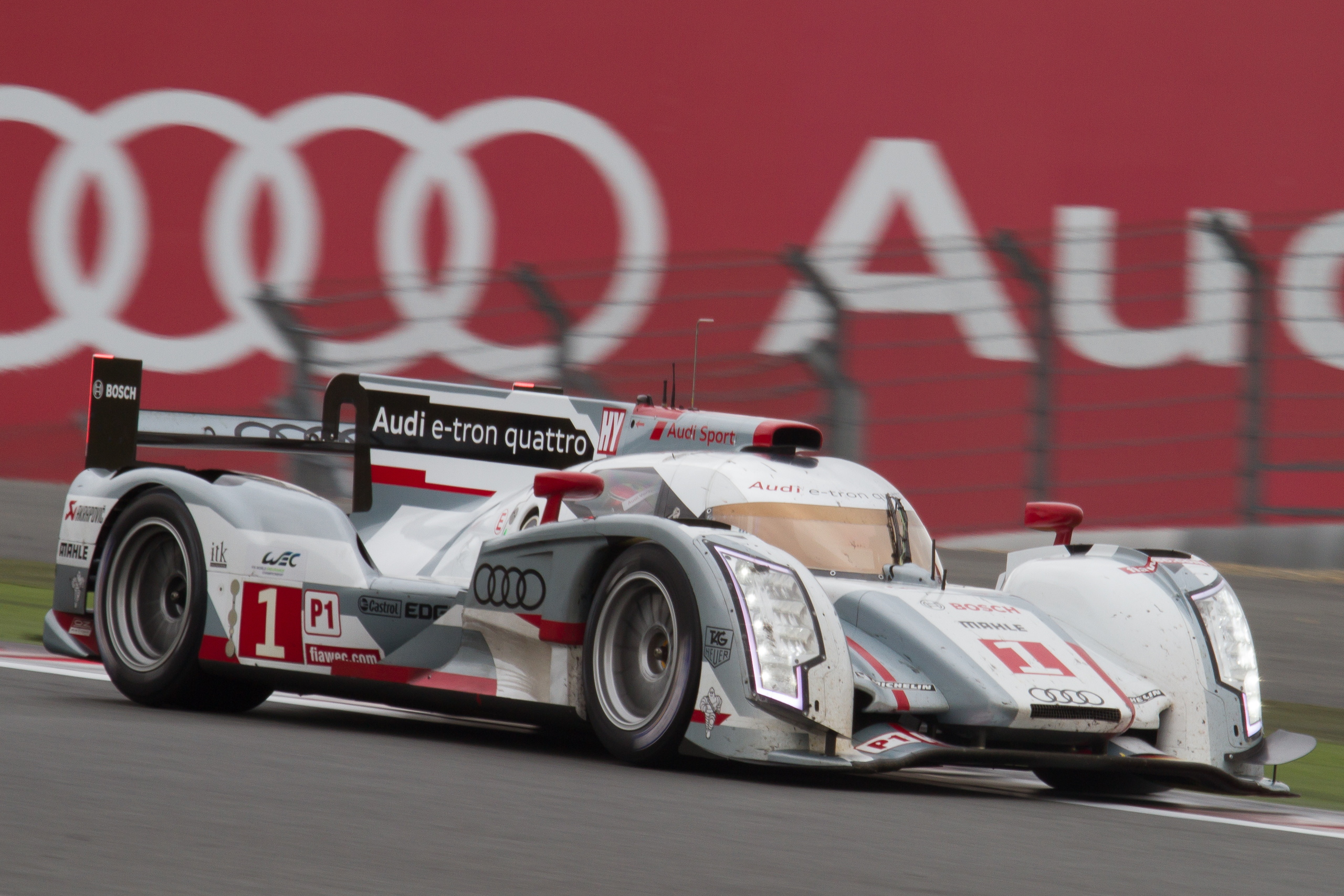
Audi remporte le Championnat du monde d'endurance FIA Constructeurs.

Le Championnat du monde d'endurance FIA Constructeurs est ouvert aux constructeurs LMP1 participant à toutes les manches du calendrier. Les points marqués sont ceux enregistrés pour le meilleur score de chaque constructeur à chaque manche. De plus, on compte seulement le score de six des huit manches, dont celle du Mans et les cinq autres où le constructeur a fait ses meilleurs résultats. Audi sécurise le Championnat du monde d'endurance FIA Constructeurs lors des 6 Heures de Silverstone à la suite de ses quatre victoires consécutives.
| Pos. | Constructeur | SEB | SPA | LMS | SIL | SÃO | BHR | FUJ | SHA | Total points |
| ---- | ------------ | --- | --- | --- | --- | --- | --- | --- | --- | ------------ |
| 1    | Audi         | 1   | 1   | 1   | 1   | 2   | 1   | 2   | 2   | 173 (209)    |
| 2    | Toyota       |     |     | Ab  | 2   | 1   | Ab  | 1   | 1   | 96           |

#### Coupe du monde des constructeurs

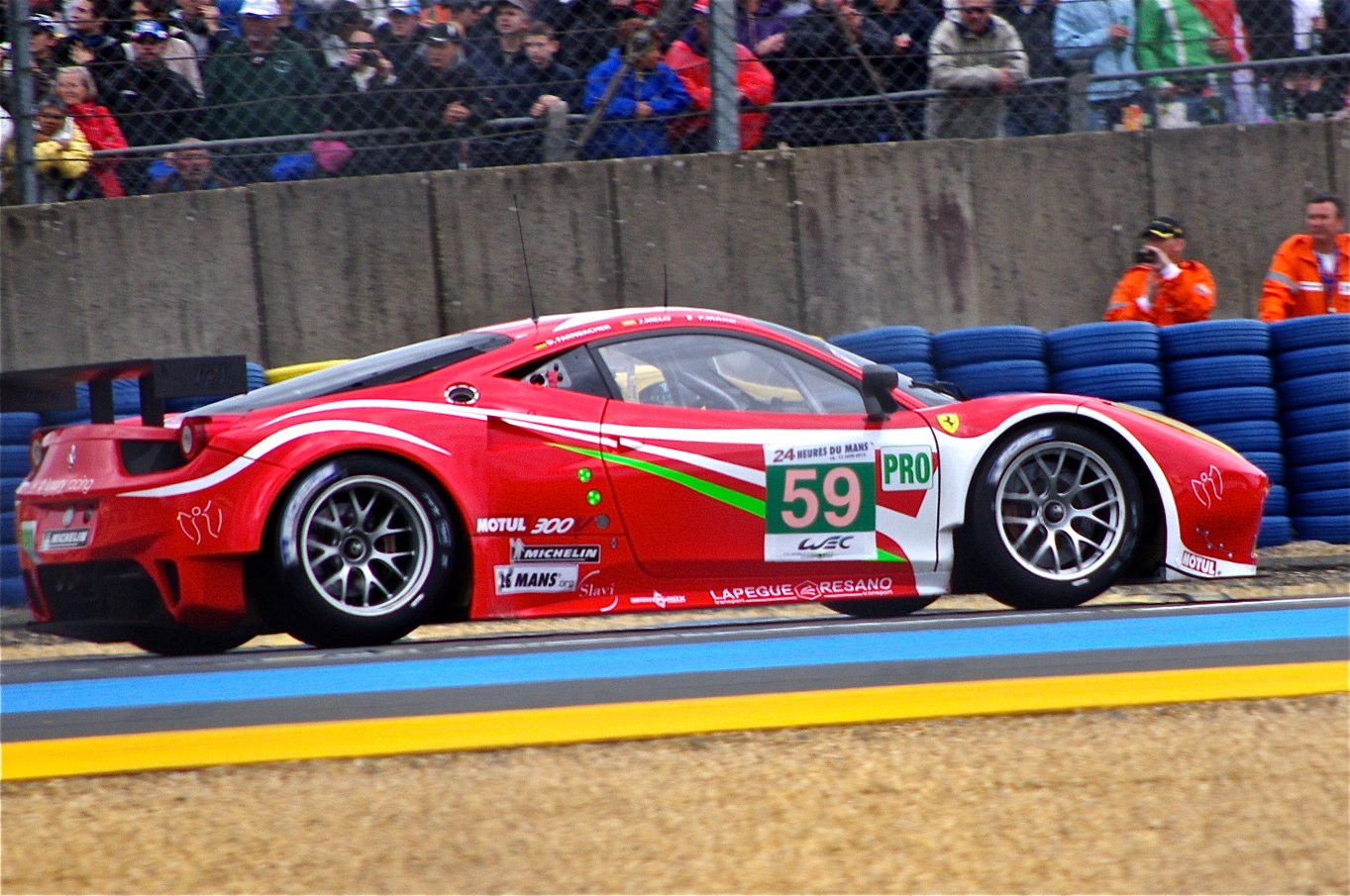
Ferrari remporte la Coupe du monde des constructeurs LMGTE.

La Coupe du monde des constructeurs LMGTE est ouverte à tous les constructeurs LMGTE. Pour cette coupe, les résultats des constructeurs LMGTE Pro et LMGTE Am sont combinés. Seulement les 2 meilleurs équipages du même constructeur pour chaque manche marquent des points. Ferrari a sécurisé son trophée lors des 6 Heures de Bahreïn, à la suite de quatre victoires consécutives.
| Pos. | Constructeur       | SEB | SPA | LMS | SIL | SÃO | BHR | FUJ | SHA | Total points |
| ---- | ------------------ | --- | --- | --- | --- | --- | --- | --- | --- | ------------ |
| 1    | Ferrari            | 1   | 2   | 1   | 1   | 1   | 1   | 2   | 2   | 338          |
| 1    | Ferrari            | 6   | 3   | 2   | 2   | 3   | 3   | 3   | 5   | 338          |
| 2    | Porsche            | 2   | 1   | 6   | 3   | 2   | 2   | 1   | 1   | 233          |
| 2    | Porsche            | 3   | 5   | Ab  | 5   | 4   | 4   | 6   | 4   | 233          |
| 3    | Chevrolet Corvette | 4   | 6   | 3   | 6   | 5   | 7   | 4   | 3   | 143          |
| 3    | Chevrolet Corvette | 5   | Ab  | 6   | DSQ | DSQ | 8   | 7   | 7   | 143          |

#### LMP1 Trophée

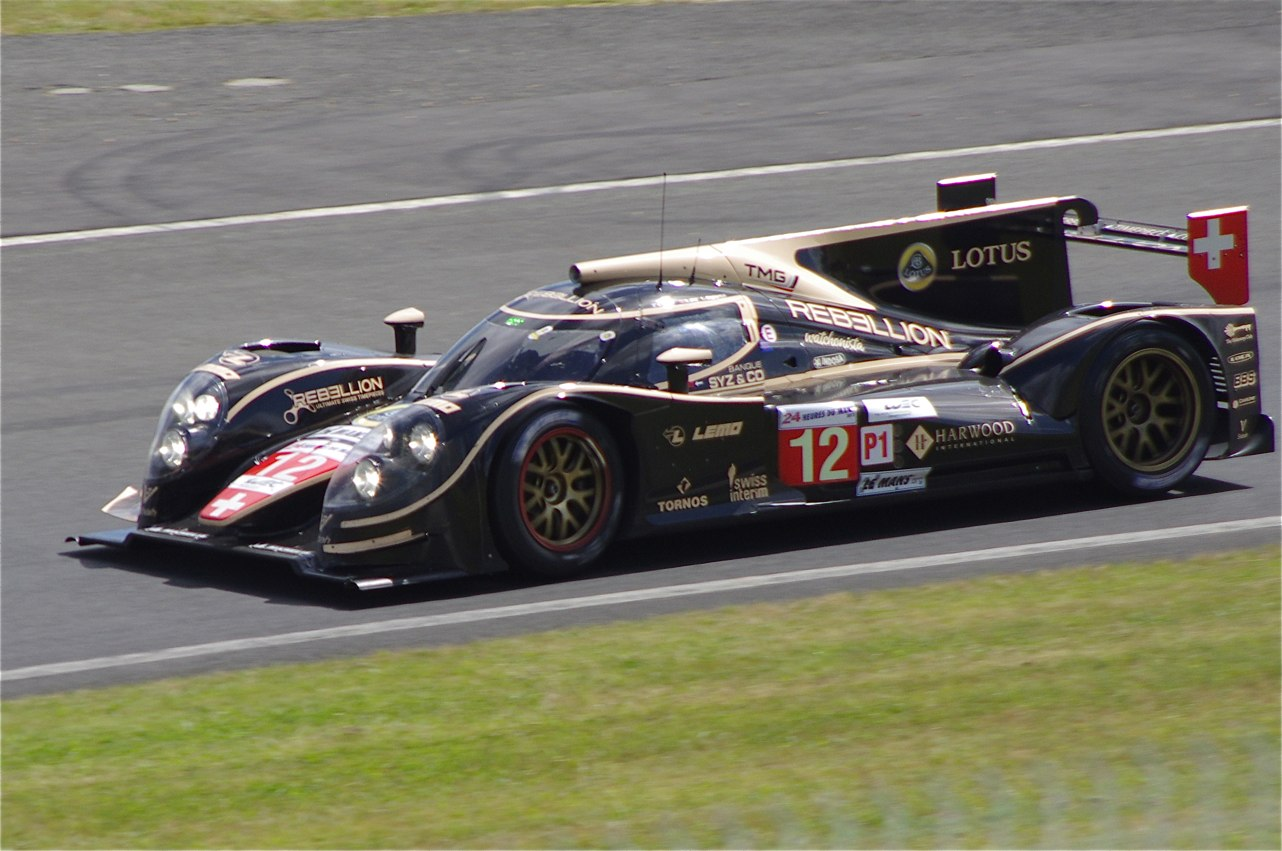
Rebellion Racing remporte le Trophée Endurance FIA décerné aux Équipes LMP1.

Le LMP1 Trophée est ouvert pour toutes les Équipes LMP1 privées, excluant également les Équipes constructeurs. Seul le meilleur équipage de l’Équipe à chaque manche marque des points pour ce trophée. Ainsi, Rebellion Racing sécurise le LMP1 Trophée lors des 6 Heures de Fuji, en remportant cinq manches.
| Pos. | Équipe           | SEB | SPA | LMS | SIL | SÃO | BHR | FUJ | SHA | Total points |
| ---- | ---------------- | --- | --- | --- | --- | --- | --- | --- | --- | ------------ |
| 1    | Rebellion Racing | 4   | 1   | 1   | 1   | 1   | 2   | 1   | 1   | 205          |
| 2    | Strakka Racing   | 2   | 3   | 4   | 2   | 2   | 1   | 3   | 3   | 148          |
| 3    | JRM              | 3   | 4   | 2   | 4   | 4   | Ab  | 2   | 2   | 123          |
| 4    | OAK Racing       | 6   | Ab  | Ab  |     |     |     | 5   | 4   | 30           |
| 5    | Pescarolo Team   | 1   |     | Ab  |     |     |     |     |     | 25           |

#### LMP2 Trophée

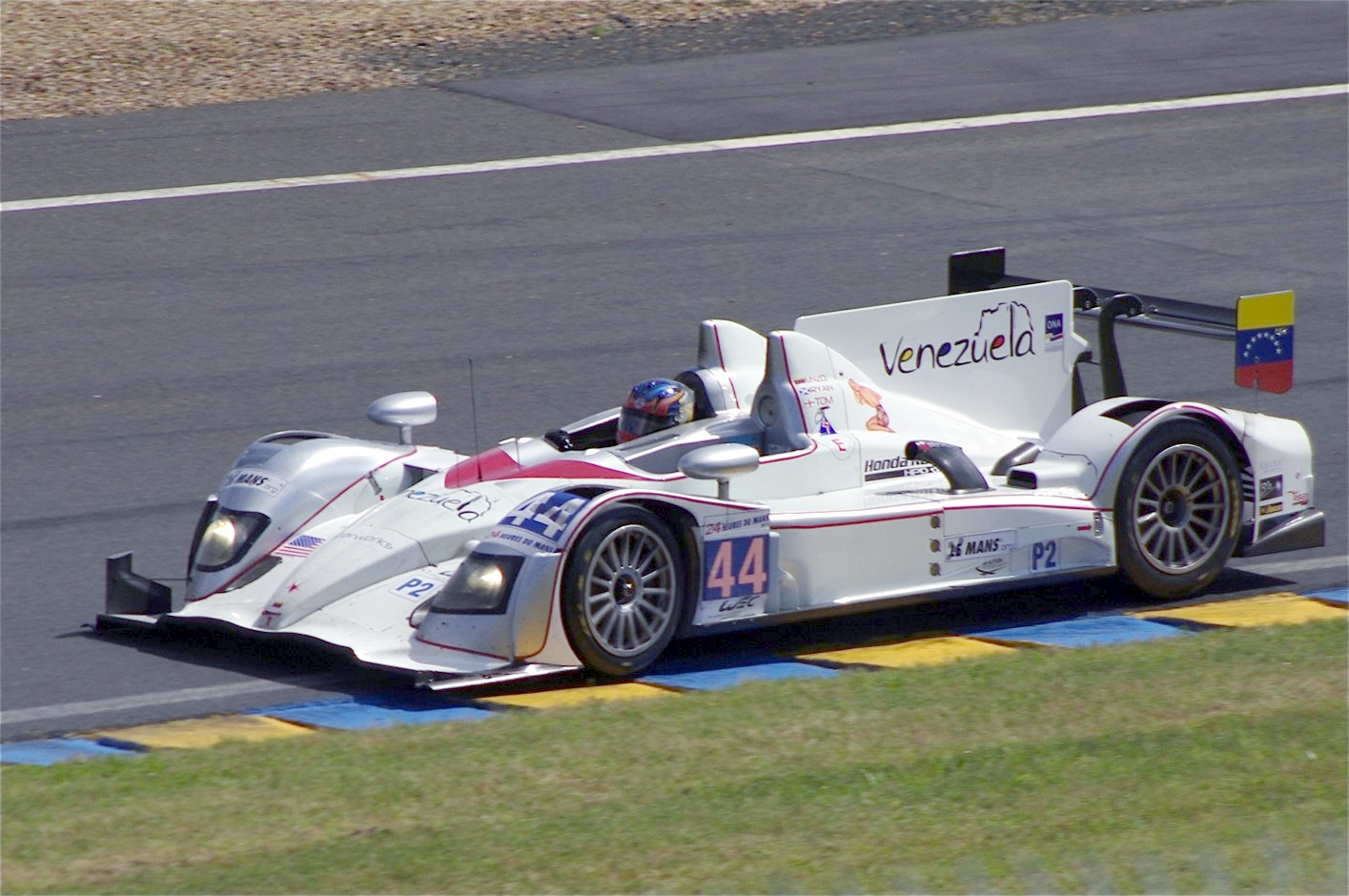
Starworks Motorsport remporte le Trophée Endurance FIA décerné aux Équipes LMP2.

Starworks Motorsport gagne le LMP2 Trophée lors des 6 Heures de Fuji, en remportant trois manches et obtenant quatre pole positions.
| Pos. | Équipe                  | SEB | SPA | LMS | SIL | SÃO | BHR | FUJ | SHA | Total points |
| ---- | ----------------------- | --- | --- | --- | --- | --- | --- | --- | --- | ------------ |
| 1    | Starworks Motorsport    | 1   | 8   | 1   | 2   | 1   | 3   | 2   | 2   | 177          |
| 2    | ADR (en)-Delta          | 5   | 1   | 4   | 1   | 5   | 6   | 1   | 1   | 154          |
| 3    | Pecom Racing            | 3   | 6   | 2   | 3   | 2   | 1   | 4   | 4   | 141          |
| 4    | OAK Racing              | 2   | 4   | Ab  | 4   | 3   | 4   | 3   | 3   | 100          |
| 5    | Greaves Motorsport      | 4   | 3   | 3   | 7   | 4   | 5   | 6   | 7   | 99           |
| 6    | Signatech-Nissan        | Ab  | 7   | 5   | Ab  | Ab  | 2   | 7   | 5   | 60           |
| 7    | Gulf Racing Middle East | 7   | 2   | Ab  | 5   | 7   | Ab  | 5   | Ab  | 50           |
| 8    | Lotus                   | 6   | Ab  | Ab  | 6   | 6   | Ab  | Ab  | 6   | 32           |

#### LMGTE Pro Trophée

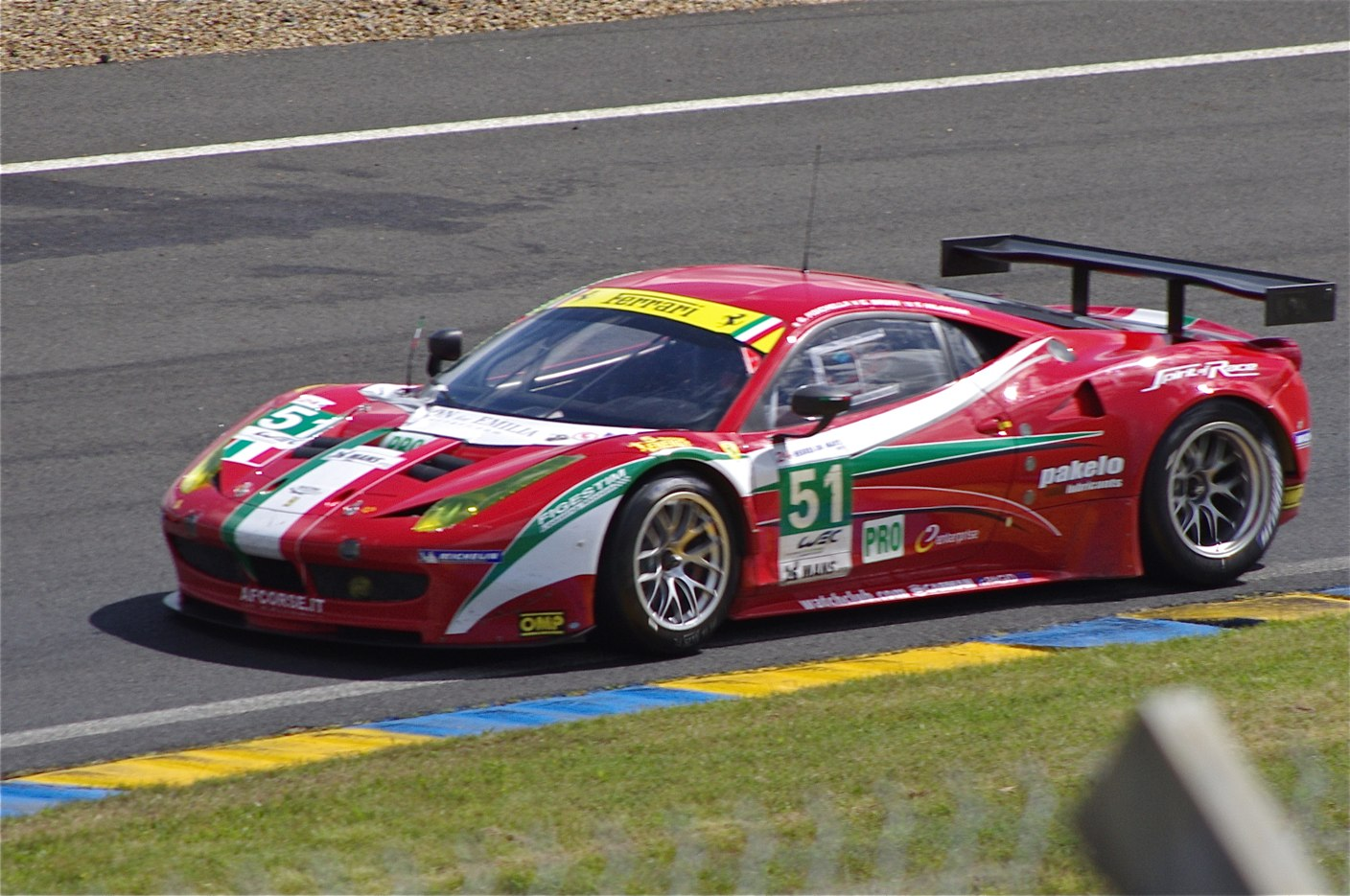
AF Corse remporte le Trophée Endurance FIA décerné aux Équipes LMGTE Pro.

Le LMGTE Pro Trophée est remporté par AF Corse, qui a sécurisé son trophée lors des 6 Heures de Bahreïn, les Ferrari ayant fini toutes les manches à la première ou seconde place.
| Pos. | Équipe                 | SEB | SPA | LMS | SIL | SÃO | BHR | FUJ | SHA | Total points |
| ---- | ---------------------- | --- | --- | --- | --- | --- | --- | --- | --- | ------------ |
| 1    | AF Corse               | 1   | 2   | 1   | 1   | 1   | 1   | 2   | 3   | 201          |
| 2    | Aston Martin Racing    | 3   | Ab  | 3   | 2   | 2   | 2   | 3   | 1   | 142          |
| 3    | Team Felbermayr-Proton | 2   | 1   | Ab  | 3   | 3   | 3   | 1   | 2   | 133          |
| 4    | Luxury Racing          | Ab  | 3   | 2   |     |     |     |     |     | 53           |

#### LMGTE Am Trophée

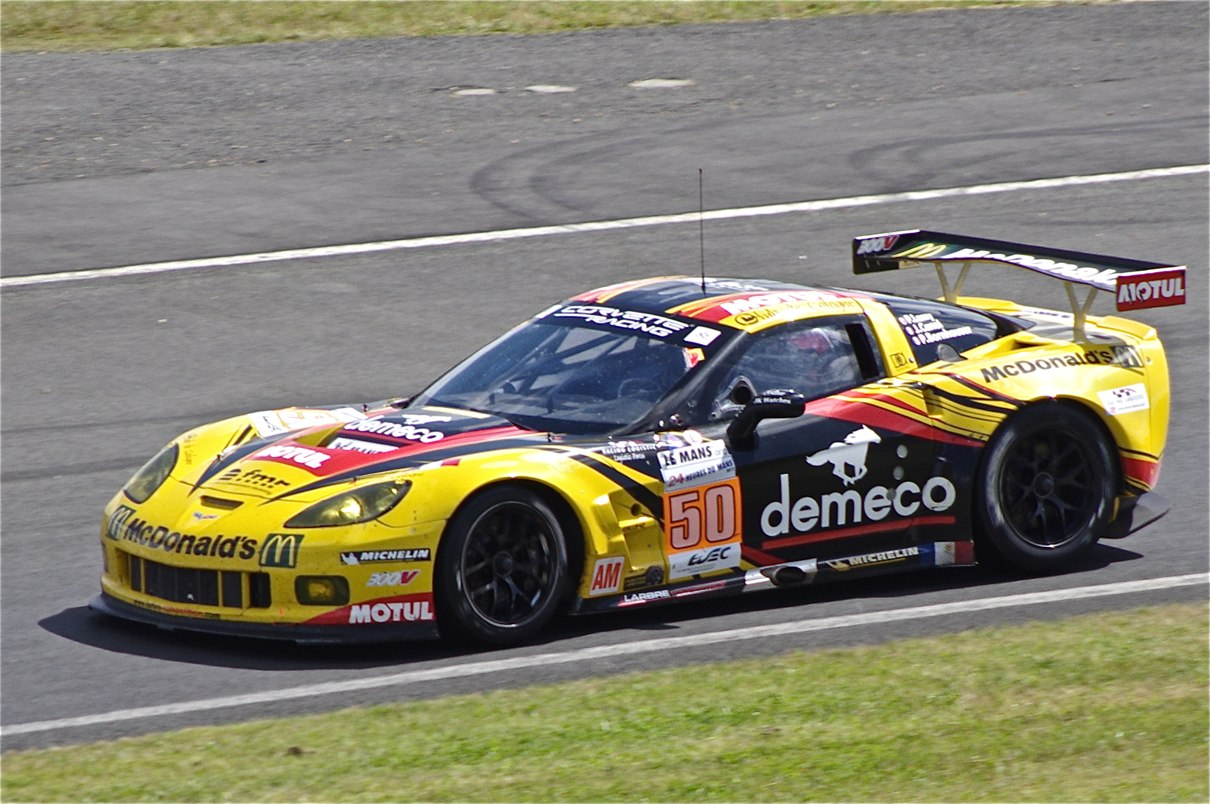
Larbre Compétition remporte le Trophée Endurance FIA décerné aux Équipes LMGTE Am.

Larbre Compétition remporte le LMGTE Am Trophée lors des 6 Heures de Shanghai en gagnant trois manches avec la Chevrolet Corvette.
| Pos. | Équipe                 | SEB | SPA | LMS | SIL | SÃO | BHR | FUJ | SHA | Total points |
| ---- | ---------------------- | --- | --- | --- | --- | --- | --- | --- | --- | ------------ |
| 1    | Larbre Compétition     | 2   | 2   | 1   | 4   | 2   | 4   | 1   | 1   | 179          |
| 2    | Team Felbermayr-Proton | 1   | 1   | Ab  | 2   | 1   | 1   | 3   | 2   | 153          |
| 3    | Krohn Racing           | 5   | 5   | 2   | 3   | Ab  | 3   | 2   | 3   | 119          |
| 4    | AF Corse-Waltrip       | 4   | Np. | 4   | 1   | 3   | 2   |     | 4   | 108          |
| 5    | JWA-Avila              | 6   | 4   | 5   | 5   | 4   | 6   | 5   | 6   | 88           |
| 6    | Luxury Racing          | Np. | 3   | Ab  |     |     |     |     |     | 18           |